# Rhinanthus elatior
Rhinanthus elatior är en snyltrotsväxtart som först beskrevs av Philipp Johann Ferdinand Schur, och fick sitt nu gällande namn av N.N. Tzvelev. Rhinanthus elatior ingår i släktet skallror, och familjen snyltrotsväxter. Inga underarter finns listade i Catalogue of Life.